# Penelope ochrogaster
Penelope ochrogaster е вид птица от семейство Cracidae. Видът е световно застрашен, със статут Уязвим.

## Разпространение
Видът е разпространен в Бразилия.